# Caboclos do 2 de Julho
Os Caboclos do 2 de Julho são figuras emblemáticas da celebração da Independência da Bahia, comemorada em diferentes cidades da Bahia no dia 2 de julho. Os símbolos do caboclo e da cabocla representam a ligação entre os líderes históricos e as raízes do povo da Bahia. Representando a força e a resistência popular, especialmente dos indígenas e mestiços, os caboclos simbolizam a luta pela libertação do Brasil do domínio português.

## História
A tradição dos Caboclos do 2 de Julho tem suas origens na guerra pela independência da Bahia, concluída em 1823, quando as forças brasileiras expulsaram as tropas portuguesas do território do estado. Após essa vitória, diversas cidades e suas comunidades começaram a organizar desfiles para manter viva a memória das batalhas pela independência. Essa tradição começou em Salvador, no ano de 1824, quando veteranos das batalhas se reuniram e desfilaram no percurso entre a Lapinha e o Terreiro de Jesus.

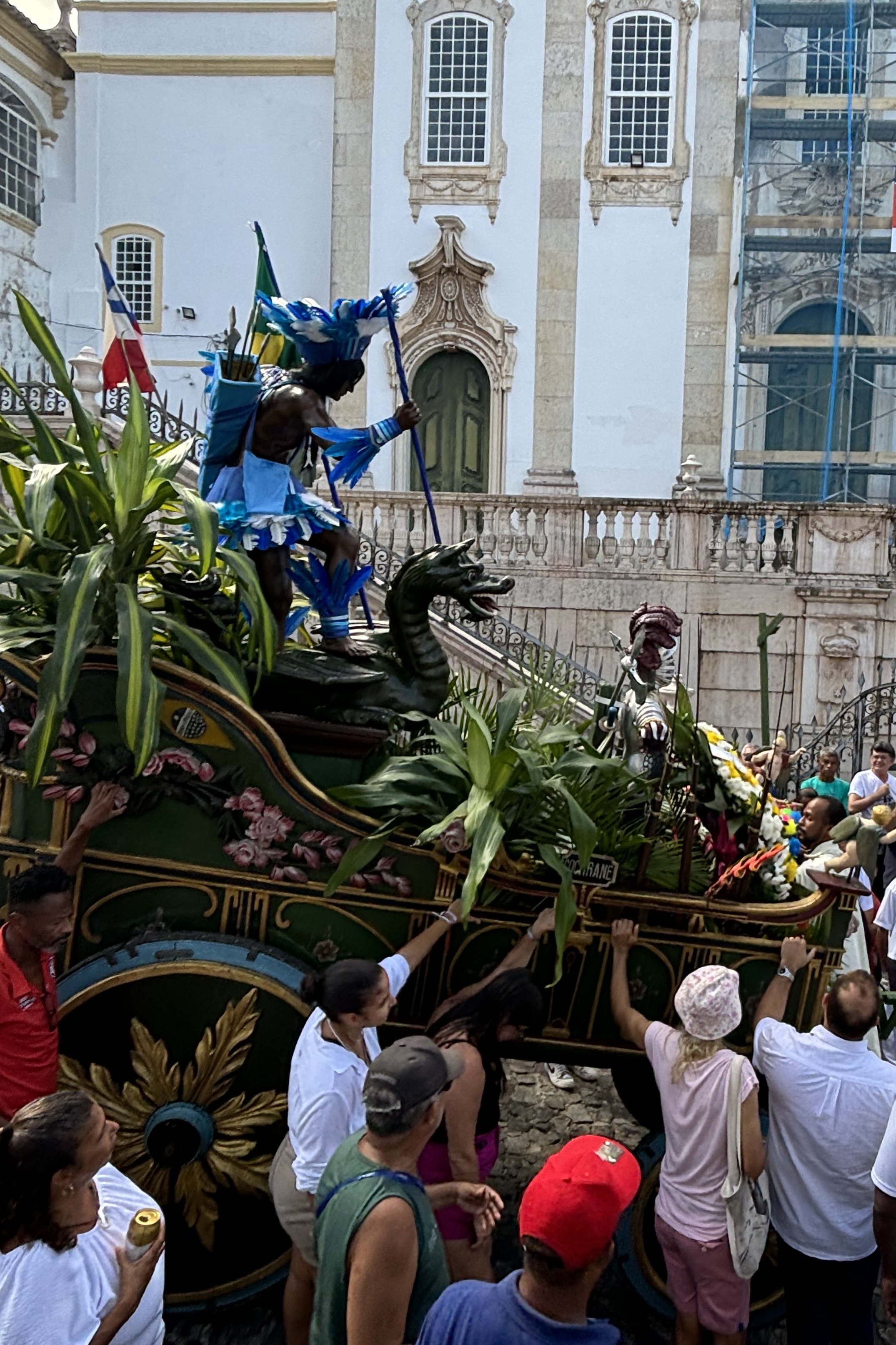
Carro do Caboclo de Salvador

Nos primeiros cortejos, eles seguiam uma carroça antiga que havia sido usada para transportar canhões inimigos, e que provavelmente estava nas mãos dos baianos como um troféu de guerra. Nos primeiros desfiles, um homem de etnia indígena era levado em cima dessa carroça. Ele vestia trajes típicos dos indígenas e estava adornado com folhas e frutas, representando a figura do Caboclo. Não se sabe exatamente quando a imagem atual do Caboclo, uma escultura de cerâmica, foi criada, mas acredita-se que tenha surgido nessa mesma década, com a imagem da Cabocla aparecendo cerca de 20 anos depois. As figuras do caboclo e da cabocla representam a ligação entre as personalidades históricas e as raízes do povo baiano.
Além de Salvador, outras cidades baianas celebram a sua participação nos conflitos que não apenas expulsaram os portugueses da Bahia, mas foram cruciais para que a emancipação política do Brasil fosse finalmente garantida. As festas ocorrem com uma dinâmica, ordem e tempos próprios, mas um ponto em comum entre elas é o cortejo dos caboclos, que  é um dos momentos mais aguardados da celebração da Festa do 2 de Julho. Cidades como Santo Amaro, São Félix, Itaparica, Cachoeira, Saubara, Jaguaripe, Maragogipe, Caetité, Itacaré, Valença são locais que têm cortejos com protagonismo para esses símbolos.

## As imagens

### O Caboclo
O Caboclo é geralmente representado como um guerreiro indígena, com arco e flecha, cocar e trajes tradicionais. Ele simboliza a força, coragem e resistência dos povos indígenas na luta pela independência.

### A Cabocla
A Cabocla é representada como uma mulher forte e destemida, frequentemente vestida com roupas tradicionais indígenas ou de mestiça. Ela complementa a figura do Caboclo, representando a importância das mulheres na história e na luta pela liberdade. A Cabocla de São Félix, nomeada Catarina Paraguaçu, é a única cabocla dos festejos da Independência da Bahia que carrega uma lança e está em posição de luta.

## Cachoeira e São Félix

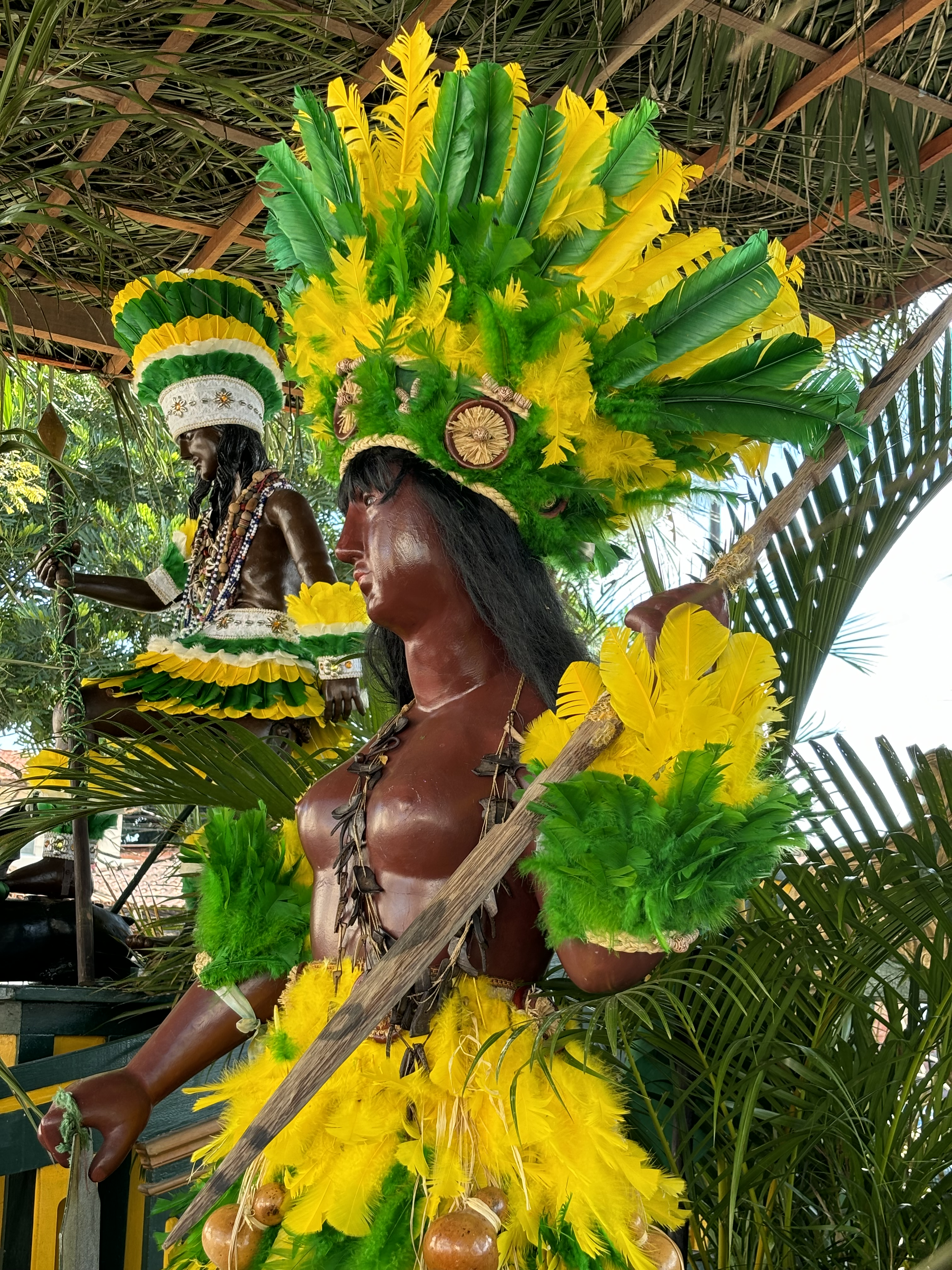
Caboclo e Cabocla de Cachoeira e São Félix

A festa da independência da Bahia é comemorada em dias diferentes nas cidades de Cachoeira (25 de junho) e São Félix (2 de julho), mas é unida pelo rito dos caboclos. Desde que a data começou a ser celebrada em Cachoeira, as imagens de um casal de caboclos têm sido usadas para representar a participação popular nas batalhas. Após a emancipação de São Félix, a cabocla foi levada para a outra margem do rio Paraguaçu, enquanto o caboclo permaneceu em Cachoeira. Os dois se encontram apenas entre 24 de junho e 2 de julho. Na véspera do desfile de Cachoeira, realizado em 25 de junho, data em que os combates começaram na cidade, o Caboclo é levado da Câmara até a entrada da ponte Dom Pedro II, onde ele recepciona a Cabocla Catarina Paraguaçu, que pertence a São Félix.
Após o desfile, ela fica alguns dias em Cachoeira para receber as visitas dos devotos ao lado do Caboclo. No dia 27 de junho, ambos são levados em cortejo para São Félix, onde permanecem em exposição na Praça 2 de Julho até o dia 2 de julho, quando desfilam juntos na celebração de Dois de Julho em São Félix. Depois, a Cabocla repete o rito de cordialidade entre as duas cidades, levando o Caboclo até a entrada da Ponte Dom Pedro II (que liga as duas cidades e se localiza sobre o Rio Paraguaçu) para seu retorno a Cachoeira.
O Caboclo de Cachoeira reside no memorial instalado na parte de baixo da Casa de Câmara e Cadeia de Cachoeira, onde ficavam as antigas cadeias. Local que faz alusão à importância da liberdade, pois essas instituições, durante o período colonial e parte do império, tinham a função de aplicar as penas do sistema de justiça. A Cabocla Catarina Paraguaçu reside na Casa de Cultura Américo Simas, em São Félix.